# União de Freguesias de Travanca e Santa Cruz
União de Freguesias de Travanca e Santa Cruz, kortweg Travanca e Santa Cruz, is een plaats (freguesia) in de Portugese gemeente Vinhais.
Deze freguesia bestaat sinds 24 september 2014, want toen werden Travanca en Santa Cruz door een bestuurlijke herindeling samengevoegd. 
Travanca e Santa Cruz ligt in het beschermde natuurpark Montesinho.